# Samtgemeinde Barnstorf
La comunità amministrativa di Barnstorf (Samtgemeinde Barnstorf) si trova nel circondario di Diepholz nella Bassa Sassonia, in Germania.

## Suddivisione
Comprende 4 comuni:
1. Barnstorf (comune mercato)
2. Drebber
3. Drentwede
4. Eydelstedt

Il capoluogo è Barnstorf.